# Protonemura cressa
Protonemura cressa är en bäcksländeart som beskrevs av Peter Zwick 1978. Protonemura cressa ingår i släktet Protonemura och familjen kryssbäcksländor. Inga underarter finns listade i Catalogue of Life.